# Ceriana yoshikawai
Ceriana yoshikawai är en tvåvingeart som först beskrevs av Mitsuhiro Sasakawa 1960.  Ceriana yoshikawai ingår i släktet griffelblomflugor, och familjen blomflugor.
Artens utbredningsområde är Laos. Inga underarter finns listade i Catalogue of Life.